# Namaquarachne tropata
Namaquarachne tropata är en spindelart som beskrevs av Griswold 1990. Namaquarachne tropata ingår i släktet Namaquarachne och familjen Phyxelididae. Inga underarter finns listade i Catalogue of Life.